# Boarmia chosenarmia
Boarmia chosenarmia là một loài bướm đêm trong họ Geometridae.